# 南庄町
南庄町（みなみしょうまち）は、徳島県徳島市の町名。現行行政地名は南庄町一丁目から南庄町五丁目。2009年12月の徳島市の調査による人口は1,573人、世帯数は760世帯。郵便番号は〒770-0045。

## 地理
市の中央部から北部に位置し、加茂名地区に属している。北で庄町、東で蔵本町・南蔵本町、南で加茂名町、南西で名東町、西で鮎喰町と隣接する。眉山山系の北麓を望む地にある。市街地緑辺の農業地域であるが、住宅化が進んでいる。

## 歴史
元は庄町の一部で、昭和18年に現在の名称となった。
地内南西端には、条里地割や河道跡とも方向の異なる土地があるが、これは旧陸軍歩兵第43連隊の射撃場跡である。現在は徳島県立農林水産総合技術支援センター森林林業研究所となっている。

## 施設
- 徳島県自治研修センター
  - 徳島県立総合大学校

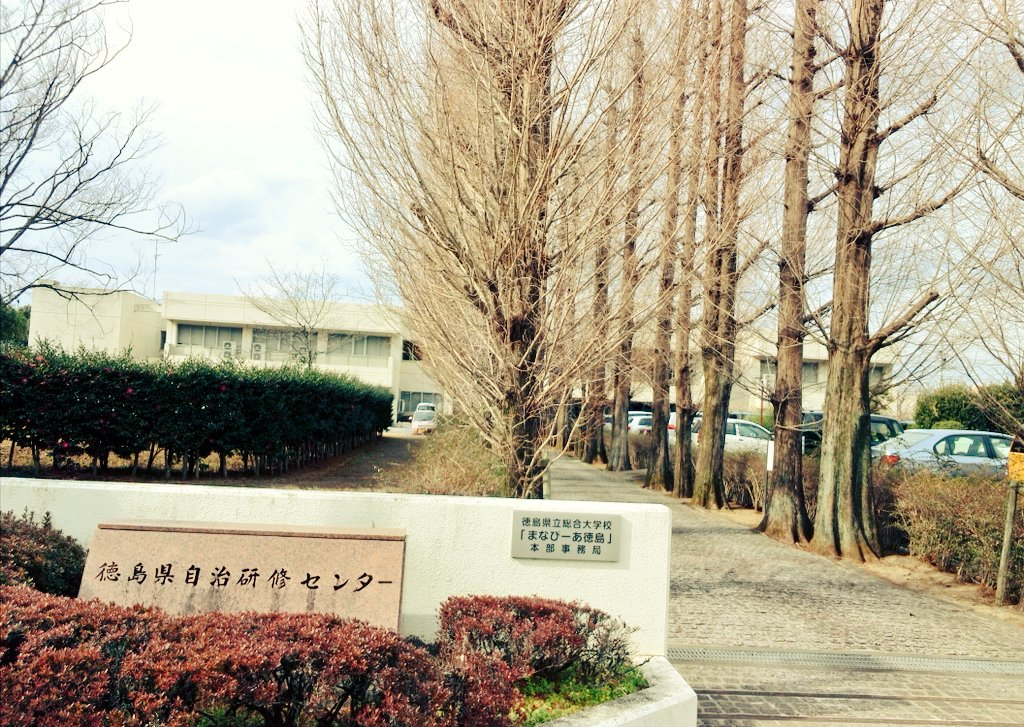
徳島県自治研修センター

- 徳島県立農林水産総合技術支援センター森林林業研究所
- 徳島県木材需要開発センター
- 徳島県身体障害者連合会
- 法谷寺
- 加茂神社
- 八幡神社

## 交通

### 道路
一般国道
- 国道192号

都道府県道
- 徳島県道203号鮎喰新浜線

### バス
- JR徳島駅前より徳島市営バス・上鮎喰行きを利用。